# Aurora Sánchez
Aurora Sánchez (Galaroza, Huelva, 1960) es una actriz española.

## Biografía
Se hizo famosa gracias a su participación en series tan conocidas como Ana y los 7, El botones Sacarino, Apaga la luz, Lalola o películas como Clara y Elena. En el teatro ha desarrollado una intensa labor, participando en docenas de montajes: Picasso andaluz o la muerte del minotauro, La casa de Bernarda Alba, Luna de miel en Hiroshima, Te quiero, muñeca, Los enamorados, Yerma, Viento contra viento, La estrella de la noche, La marquesa Rosalinda, Arizona o Cancún.

## Televisión
- Ana y los 7 (La 1, 2002-2004), Manuela (hasta la cuarta temporada).
- Apaga la luz (La 1, 2006).
- Lalola (Antena 3, 2008), Susana Sotelo, madre de Lalo Padilla Sotelo. (5 episodios).
- Acacias 38 (La 1, 2015-2017), Paciencia.[4]
- Pequeñas coincidencias (Prime Video, 2021), Camarera.

## Teatro
- La casa de Bernarda Alba (2005).
- Arizona (2008).
- Como te mueras te mato (2007).
- Tres (2009).
- El apagón (2012).
- Cancún (2014).
- La madre que me parió (2017).